# Риу-Формозу (микрорегион)

Риу-Формозу на карте.

Риу-Формозу (порт. Microrregião do Rio Formoso) — микрорегион в Бразилии, входит в штат Токантинс. Составная часть мезорегиона Западный Токантинс. Население составляет 116 002 человека (на 2010 год). Площадь — 51 405,558 км². Плотность населения — 2,26 чел./км².

## Демография
Согласно сведениям, собранным в ходе переписи 2010 г. Национальным институтом географии и статистики (IBGE), население микрорегиона составляет:
| Полное население                             | Полное население                             | Полное население                             | Полное население                             | 116 002 |
| -------------------------------------------- | -------------------------------------------- | -------------------------------------------- | -------------------------------------------- | ------- |
| в том числе:                                 | Городское население                          | 91 715                                       | Процент городского населения, %              | 79,06   |
|                                              | Сельское население                           | 24 287                                       | Процент сельского населения, %               | 20,94   |
|                                              | Мужское население                            | 59 561                                       | Процент мужского населения, %                | 51,34   |
|                                              | Женское население                            | 56 441                                       | Процент женского населения, %                | 48,66   |
| Плотность населения, чел/км²                 | Плотность населения, чел/км²                 | Плотность населения, чел/км²                 | Плотность населения, чел/км²                 | 2,26    |
| Население микрорегиона в % к населению штата | Население микрорегиона в % к населению штата | Население микрорегиона в % к населению штата | Население микрорегиона в % к населению штата | 8,39    |

## Статистика
- Валовой внутренний продукт на 2003 составляет 545 420 011,00 реалов (данные: Бразильский институт географии и статистики).
- Валовой внутренний продукт на душу населения на 2003 составляет 5109,12 реалов (данные: Бразильский институт географии и статистики).
- Индекс развития человеческого потенциала на 2000 составляет 0,731 (данные: Программа развития ООН).

## Состав микрорегиона
В составе микрорегиона включены следующие муниципалитеты:
1. Арагуасу
2. Шапада-ди-Арея
3. Кристаландия
4. Дуэре
5. Формозу-ду-Арагуая
6. Фатима
7. Лагоа-да-Конфузан
8. Нова-Розаландия
9. Оливейра-ди-Фатима
10. Параизу-ду-Токантинс
11. Пиун
12. Пугмил
13. Сандоландия